# Iain Pears
Iain Pears (* 8. srpna 1955) je anglický spisovatel, historik a novinář.

## Život
Iain Pears vystudoval Wadham College a Wolfson College Oxfordské univerzity. Před tím, než se začal věnovat psaní, působil jako novinář pro BBC, ZDF a agenturu Reuters.

## Dílo
Známou se stala jeho série detektivních příběhů, v nichž vystupuje obchodník a historik umění Jonathan Argyll. Mezinárodně poprvé uspěl s historickým románem Neviditelná chvíle rozhodnutí.

### Detektivní romány s Jonathanem Argyllem
- Případ Raffael (The Raphael Affair, 1991, česky 2005)
- Záhada Tizianovy fresky (The Titian Committee, 1992, česky 2008)
- Záhada Berniniho busty (The Bernini Bust, 1993, česky 2009)
- The Last Judgement (1994)
- Případ Giotto (Giotto's Hand, 1995, česky 1998)
- Uloupená Madona (Death and Restoration, 1996, česky 2010)
- The Immaculate Deception (2000)

### Další romány
- Neviditelná chvíle rozhodnutí (An Instance of the Fingerpost, 1997, česky 2004)
- Scipionův sen (The Dream of Scipio, 2002, česky 2004)
- The Portrait (2005)
- Stone's Fall (2009)
- Arcadia (2015)